# Rhantus gogonensis
Rhantus gogonensis är en skalbaggsart som beskrevs av Wewalka 1975. Rhantus gogonensis ingår i släktet Rhantus och familjen dykare. Inga underarter finns listade i Catalogue of Life.